# Quenitra (província)
Quenitra (en árabe,القنيطرة) (em francês: Kénitra) está localizado no oeste da planície de Garbe, ao norte de Rabat e faz parte da região de Rabate-Salé-Quenitra. Tem uma área de 3.052 km² e uma população de 1.061.435 habitantes (em 2014). A sua capital é a cidade de Quenitra.
Até a reforma administrativa de 2015 fazia parte da extinta região de Gharb-Chrarda-Beni Hssen. Historicamente a província de Sidi Slimane fazia parte da província até ser separada em 2009.

## Limites
Os limites administrativos da província são:
- Norte pela províncias de Larache.
- Oeste pelo Oceano Atlântico.
- Leste pelas províncias de Sidi Kacem, Sidi Slimane e Ouezzane.
- Sul pela prefeitura de Salé e pela província de Khémisset.

## Clima
Apresenta um clima quente e temperado. Em Quenitra o verão tem muito menos pluviosidade que o inverno. A classificação do clima é Csa segundo a Köppen e Geiger. A temperatura média anual em Quenitra é 18.4 °C. Pluviosidade média anual de 570 mm.

## História
A atual província foi criada em 1971. Anteriormente pertencia a província de Rabat.

## Demografia

### Evolução populacional
O crescimento populacional na província foi a seguinte:
| 1994    | 2004    | 2014      |
| ------- | ------- | --------- |
| 695.142 | 853.631 | 1.061.435 |

### Distribuição da população
A distribuição da população na província foi a seguinte:
| População Urbana | População Rural | População Total |
| ---------------- | --------------- | --------------- |
| 606.993          | 454.442         | 1.061.435       |

## Organização administrativa
Quenitra está dividida em 3 Municípios e 5 círculos (que por sua vez se dividem em 20 comunas).

### Os Municípios
Os municipios são divisões de caracter urbano.
| Municípios    | Área (em km²) | Habitantes em 2014 |
| ------------- | ------------- | ------------------ |
| Quenitra      | 119           | 431.282            |
| Souk El Arbaa | 12            | 69.265             |
| Mehdia        | 12            | 28.636             |

### Os Círculos
Os círculos são divisões de caracter rural, que por sua vez se dividem em comunas.
| Círculos            | Habitantes (em 2014) | Comunas                                                                     |
| ------------------- | -------------------- | --------------------------------------------------------------------------- |
| Ben Mansour         | 128.780              | Ben Mansour, Mnasra, Mograne, Sidi Mohamed Ben Mansour                      |
| Quenitra-Banlieue   | 117.375              | Ameur Seflia, Haddada, Ouled Slama, Sidi Taibi                              |
| Souk Tlet El Gharb  | 115.106              | Bahhara Ouled Ayad, Sidi Allal Tazi, Sidi Mohamed Lahmar, Souk Tlet El Ghar |
| Lalla Mimouna       | 93.850               | Chuafa, Lala Mimuna, Mulei Busselham, Sidi Boubker El Haj                   |
| Souk Arbaa El Gharb | 77.141               | Arbaoua, Beni Malek, Kariat Ben Aouda, Oued El Makhazine                    |

#### As Comunas
As comunas são divisões de carácter rural, que se agrupam em círculos.
| Comuna                   | Círculo             | Área (em km²) | Habitantes em 2014 |
| ------------------------ | ------------------- | ------------- | ------------------ |
| Sidi Taibi               | Kénitra-Banlieue    | 140           | 53.449             |
| Ben Mansour              | Ben Mansour         | 186           | 43.822             |
| Sidi Mohamed Lahmar      | Souk Tlet El Gharb  | 240           | 42.637             |
| Mnasra                   | Ben Mansour         | 195           | 34.429             |
| Arbaoua                  | Souk Arbaa El Gharb | 87            | 32.690             |
| Bahhara Ouled Ayad       | Souk Tlet El Gharb  | 174           | 31.860             |
| Mograne                  | Ben Mansour         | 213           | 31.292             |
| Lala Mimuna              | Lalla Mimouna       | 243           | 29.479             |
| Ameur Seflia             | Kénitra-Banlieue    | 237           | 28.540             |
| Mulei Busselham          | Lalla Mimouna       | 200           | 26.608             |
| Beni Malek               | Souk Arbaa El Gharb | 203,3         | 26.098             |
| Souk Tlet El Ghar        | Souk Tlet El Gharb  | 260           | 22.554             |
| Sidi Boubker El Haj      | Lalla Mimouna       | 155           | 19.327             |
| Sidi Mohamed Ben Mansour | Ben Mansour         | 93            | 19.237             |
| Chuafa                   | Lalla Mimouna       | 209           | 18.436             |
| Sidi Allal Tazi          | Souk Tlet El Gharb  | 95            | 18.055             |
| Ouled Slama              | Kénitra-Banlieue    | 86            | 19.488             |
| Haddada                  | Kénitra-Banlieue    | 170           | 15.898             |
| Kariat Ben Aouda         | Souk Arbaa El Gharb | 152,2         | 11.087             |
| Oued El Makhazine        | Souk Arbaa El Gharb | 179,9         | 7.266              |

## Locais de interesse

### Histórico
- Tamusida
- Casbá de Mahdia

## Presença Portuguesa em Marrocos
Forte de São João de Mamora - construído na actual cidade de Mehdia. Foi mais tarde ocupado pelos Espanhóis, durante a dinastia Filipina, com o nome de São Miguel de Ultramar.